# Leuchtfeuer Geestemündung

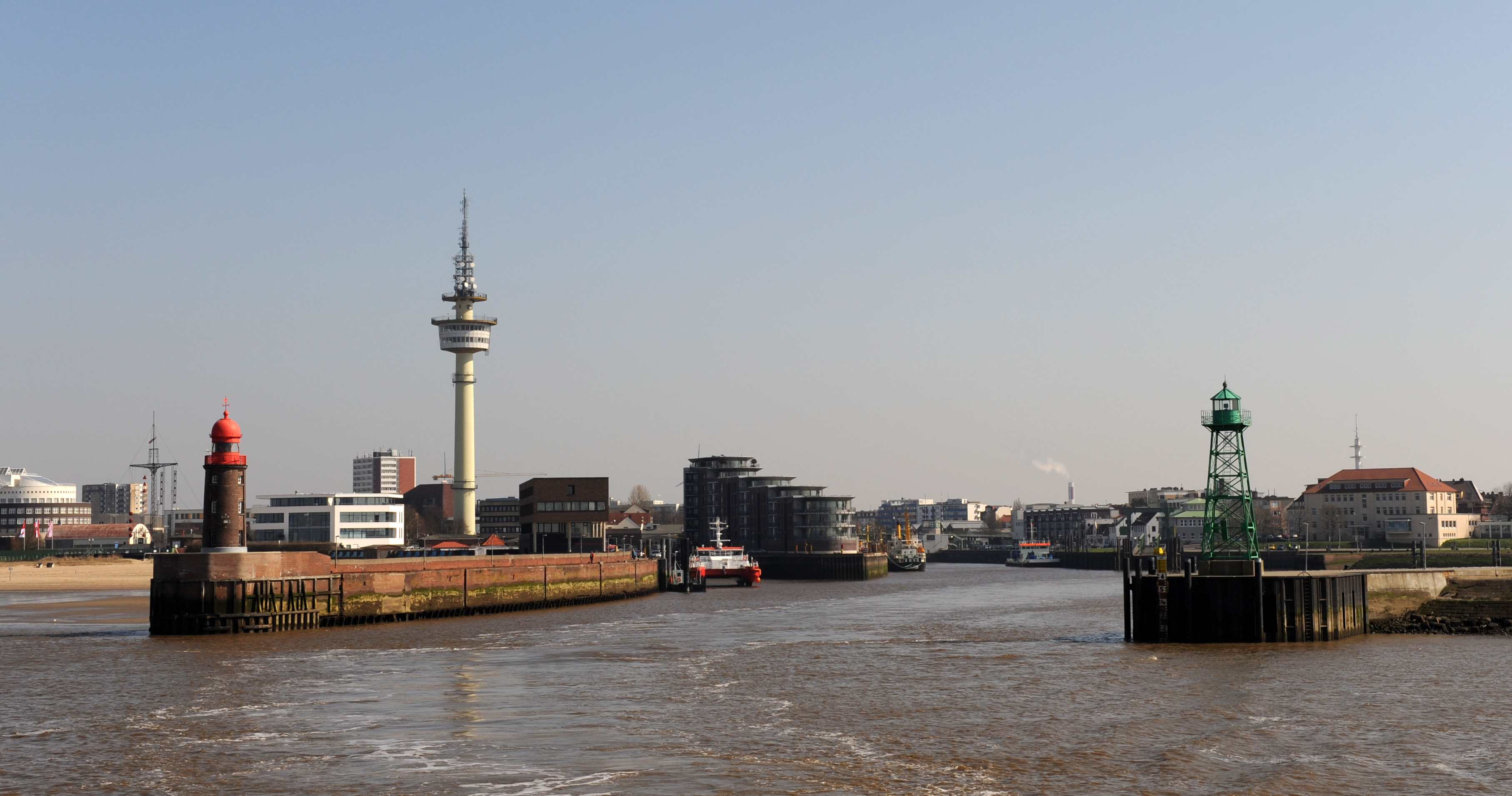
Leuchtfeuer Geestemündung

Die Leuchtfeuer Geestemündung befinden sich auf beiden Seiten der Mündung der Geeste, das nördliche in Bremerhaven-Mitte, das südliche in Geestemünde. Die Türme sichern die Einfahrt zur Geeste und zum Fischereihafen. Im Leuchtfeuerverzeichnis des Bundesamtes für Seeschifffahrt und Hydrographie tragen die beiden Molenfeuer die Namen Geeste, N und Geeste, S.

## Nordfeuer

### Leuchtfeuer von 1857
1857 wurde am Ende der damals noch kürzeren nördlichen Mole ein erstes Leuchtfeuer errichtet. Dieser erste Turm, der mit neugotischen Elementen verziert war, war acht Meter hoch.

### Leuchtfeuer von 1914 bis 2022
Von 1912 bis 1914 wurde die Geestemündung an der Weser im Rahmen eines umfangreichen Ausbauprogramms der alten Bremerhavener Hafenanlagen verbreitert und vertieft. Für den zunehmenden Schiffbau durch die Werft Joh. C. Tecklenborg reichte die Wassertiefe der Geeste nicht mehr aus. Es entstand an der Einfahrt zur Geestemündung eine neue Nordmole. Das Leuchtfeuer von 1857 wurde durch einen 14 Meter hohen Turm für das neue Leuchtfeuer ersetzt. Der Turm trug ein rotes Molenfeuer für die Backbordseite der Geesteeinfahrt. 1949 und 1954 wird aber berichtet, dass seine Turmhaube grün gestrichen war. Da Paul Ernst Wilke 1957 auf einem Bild der Geestemündung die Turmhaube rot gemalt hat, während er sie vorher grün malte, muss die farbliche Anpassung der Turmhaube an das rote Molenfeuer 1955/56 erfolgt sein.
Seit 2001 stand das Leuchtfeuer unter Bremer Denkmalschutz.

### Schieflage und Abbruch des Leuchtfeuers Herbst 2022

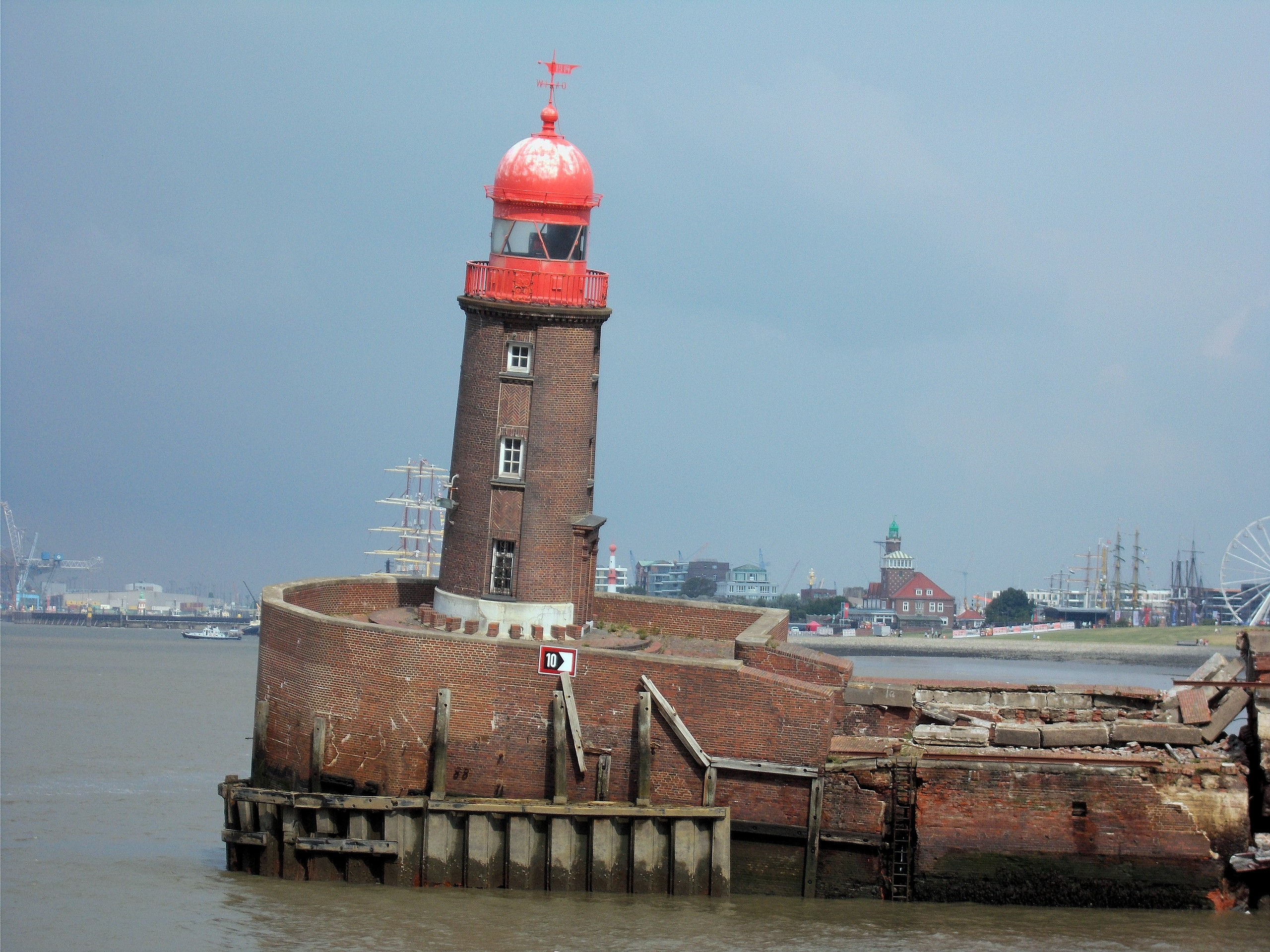
Das Nordmolenfeuer am 18. August 2022

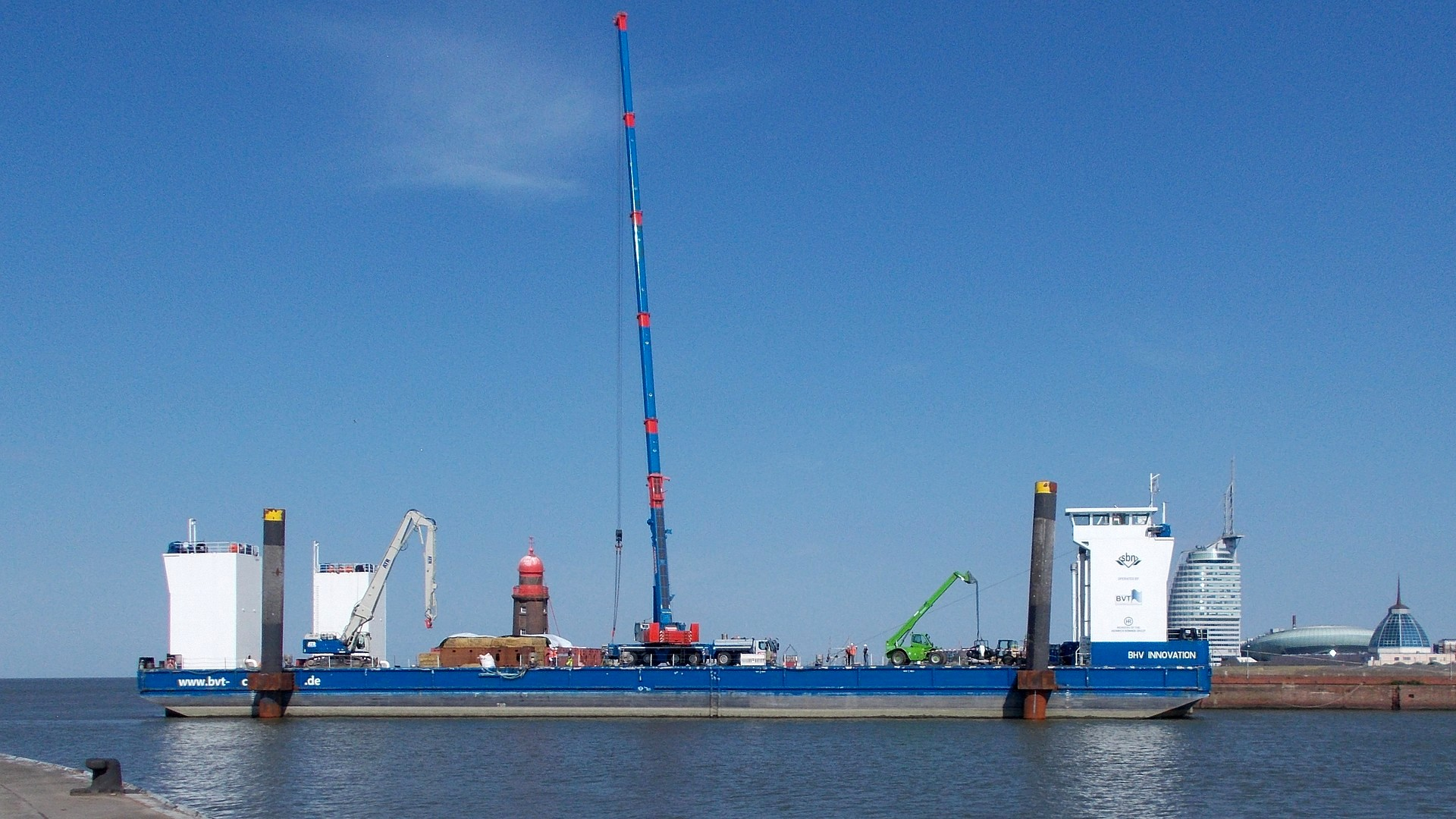
Der Schwerlastponton BHV Innovation am Nordmolenfeuer

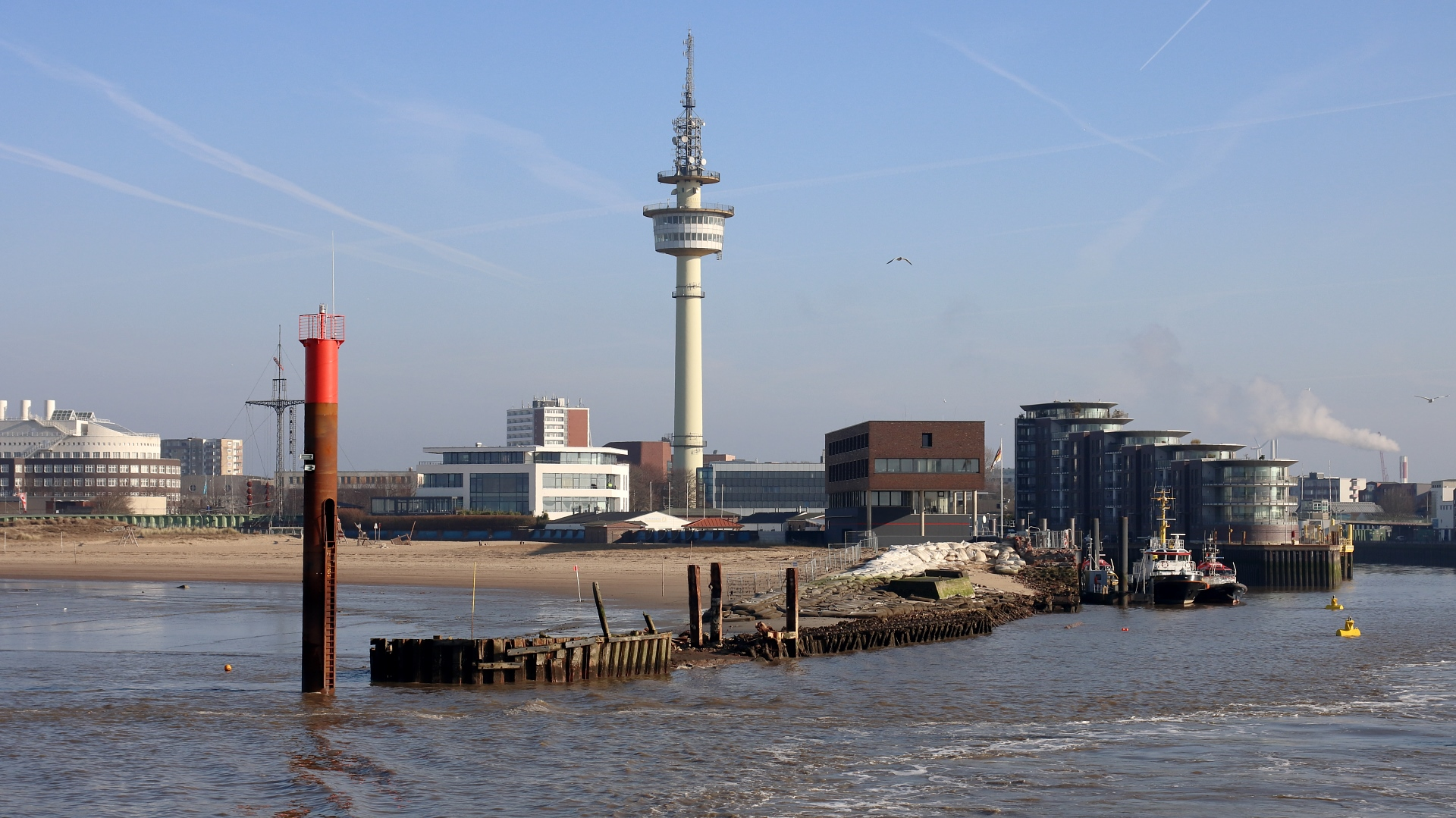
Provisorisches Leuchtfeuer Geeste Nord (02/2023)

In der Nacht auf den 18. August 2022 sackte ein Teil der Nordmole ab, weil Holzpfähle, auf denen die Mole gebaut wurde, nachgaben. Der Leuchtturm geriet daraufhin mit acht Grad Neigung in Schieflage und drohte umzustürzen. Es kam keine Person zu Schaden, da die Mole bereits seit 2015 baufällig und daher auch abgesperrt war. Ende 2023 hätten die Neubauarbeiten der Mole starten sollen. Am 20. August 2022 dockte der Schwerlastponton BHV Ionnovation an die Mole an. Auf dem Ponton befand sich neben Arbeitsmaterialien und Baukränen auch ein Bett aus Stroh, in das der Turm im schlimmsten Falle hätte umstürzen können. Zunächst sahen die Abrisspläne vor, dass die Kuppel sowie das Geländer und das Leuchtfeuer mit den Kränen gerettet und der Turm anschließend kontrolliert in das Strohbett gestürzt werden sollte. Später wurde jedoch beschlossen, dass der Turm nicht umgestürzt, sondern Stück für Stück abgetragen werden sollte. Sämtliche seinerzeit bekannten Stahlstreben wurden entfernt, um die Kuppel vom Turm zu lösen. Die Bergung gestaltete sich allerdings schwieriger als geplant: Am 24. und 25. August 2022 gelang es nicht, die Kuppel anzuheben. Sie trug bei einem Bergungsversuch eine Delle davon. Nach vier erfolglosen Versuchen wurden am 26. August 2022 um kurz nach 15 Uhr die Kuppel und wenige Stunden später auch das Geländer und das Leuchtfeuer entfernt. Dies war unter anderem möglich, nachdem sich am Abend zuvor ein ehemaliger Mitarbeiter des Wasserstraßen- und Schifffahrtsamts Bremerhaven gemeldet hatte. Er war Anfang der 1970er Jahre bei der Sanierung des Turmes beschäftigt gewesen und wies auf Verankerungen hin, welche in keinem Bauplan notiert waren. Am 29. August 2022 trug ein Abbruchbagger den Turm vollständig ab. Die Nordmole wurde ab dem 12. September 2022 zurückgebaut. Am 13. September stürzten etwa 50 Meter der Mole ein. Ob der Einsturz mit den laufenden Abrissarbeiten am Molenkopf zusammenhing, war zunächst unklar. Der Turm sollte beim Bau der neuen Nordmole bis 2025 originalgetreu und anhand von zuvor getätigten Digitalaufnahmen wieder aufgebaut werden. Bei den Planungen für den Wiederaufbau war im August 2022 noch unklar, welche der geborgenen Mauerreste wiederverwendet werden sollten. Der Abriss und Wiederaufbau von Turm und Mole sollte 25,4 Millionen Euro kosten. Mitte Dezember 2022 wurde ein provisorisches Leuchtfeuer wenige Meter westlich des alten Molenkopfes errichtet.

### Wiederaufbau der Nordmole und des Leuchtfeuers
Anfang März 2025 meldete buten un binnen, dass der Neubau der Nordmole verschoben werden könnte. Da die Erneuerung der Stromkaje aus Sicht des Häfenressorts Priorität habe, könnten andere Projekte – wie der Nordmole-Neubau oder die Eisenbahndrehbrücke im Hafen in Bremerhaven – möglicherweise nicht wie geplant umgesetzt werden. Bremerhavens Oberbürgermeister Melf Grantz kritisierte eine Verschiebung des Molen-Neubaus als unverantwortlich und wies darauf hin, dass schon im Rahmen von Verkehrssicherungspflichten dringend gehandelt werden müsse, wenn die Mole nicht zeitnah käme. Eigentlich sollte der Neubau der Mole in diesem Herbst starten.

## Südfeuer
Die geografische Situation am Südufer der Geeste war im 19. und beginnenden 20. Jahrhundert starken Veränderungen unterworfen. 1863 wurde der Handelshafen in Betrieb genommen, eine Schleuse verband ihn mit der Geeste. Im Schleusenvorhafen wurde ein Leuchtfeuer aufgestellt. Das Außenhaupt dieser Kammerschleuse wurde 1931 zugeschüttet, nachdem 1930 der Hafenkanal zwischen der Fischereihafen-Doppelschleuse und dem Handelshafen in Betrieb genommen worden war. Das Leuchtfeuer an der alten Schleuse war damit entbehrlich.

Fischdampfer von See kommend steuert den Fischereihafen an

1896 ging der Fischereihafen I als tideabhängiger Hafen mit einer eigenen Zufahrt von der Weser in Betrieb und erhielt an beiden Seiten dieser Zufahrt Leuchtfeuer. Auf der Kaizunge an der Südseite wurde erstmals 1899 ein Leuchtfeuer in Betrieb genommen. Auf 8,3 m Feuerhöhe war es ein grünes Festfeuer als Steuerbordbezeichnung. Das damals pyramidenförmige offene Gerüst aus drei Profilträgern trug auf einem Laternendeck eine Gürtelleuchte mit Petroleumlampe. Darunter hing eine Glocke, mit der Nebelschallzeichen gegeben wurden. Die Leuchtfeuer wurden einige Male erneuert und umgebaut, waren aber immer spartanisch ausgeführte Bauten. Die nördliche Seite der Zufahrt wurde Geestemünder Nordmole genannt.
Erst im Zusammenhang mit den umfangreichen Baumaßnahmen zum Bau des Seedeiches, der Fischereihafen-Doppelschleuse und dem Fischereihafen II Mitte der 1920er Jahre entstand mit dem Bau der Südmole – damals Wesermünde-Mole genannt – der heutige Standort der Gitterbake, die Anfang Dezember 1924 in Betrieb ging. In der Provinzialzeitung vom 2. Dezember 1924 wurde darüber berichtet:
... Das eiserene Traggerüst des Feueres ist hellgrau, die Laterne leuchtend grün und der obere Umgang schwarz gestrichen. Der First des Turmes liegt 17,3 Meter über H.-W. Das Feuer ist sichtbar über 270 Grad von 355 Grad über N-O-S bis 265 Grad. Die Feuerhöhe beträgt 15.5 Meter über H.-W., das Feuer liegt auf der gleichen Höhe wie das rote gegenüberliegende Bremerhavener Molenfeuer. Die Sichtweite beträgt 12,8 Sm., die Lichtstärke 25 H.-K. und die mittlere Tragweite 3 Sm.Bei Störungen des elektrischen Lichtes wird dieses durch ein Petroleumlicht ersetzt. ... In einer Höhe von 15,4 m über mittlerem Tidehochwasser bezeichnet ein grünes Festfeuer die Steuerbordseite der Geesteeinfahrt.

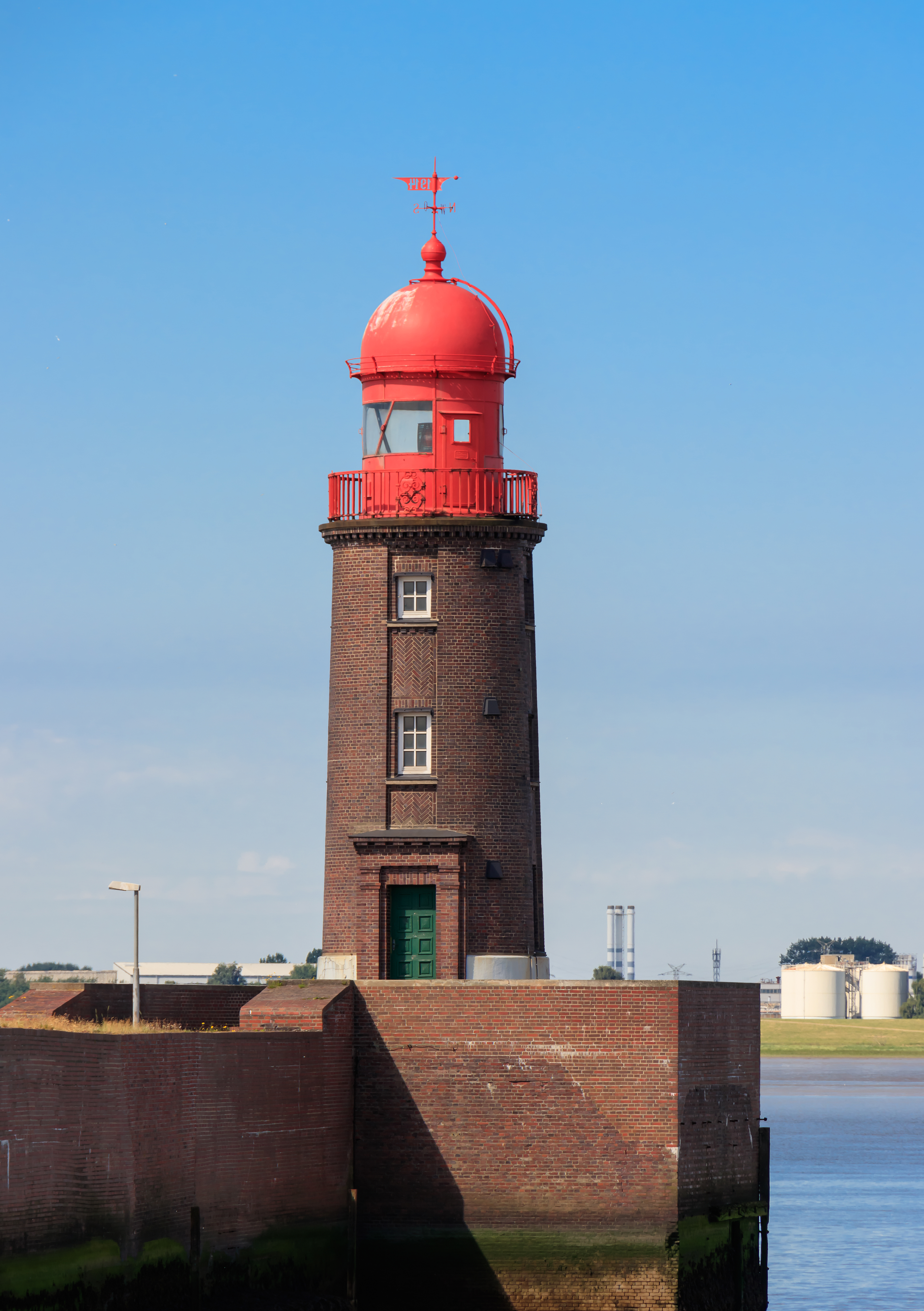
Leuchtfeuer Geestemole Nord
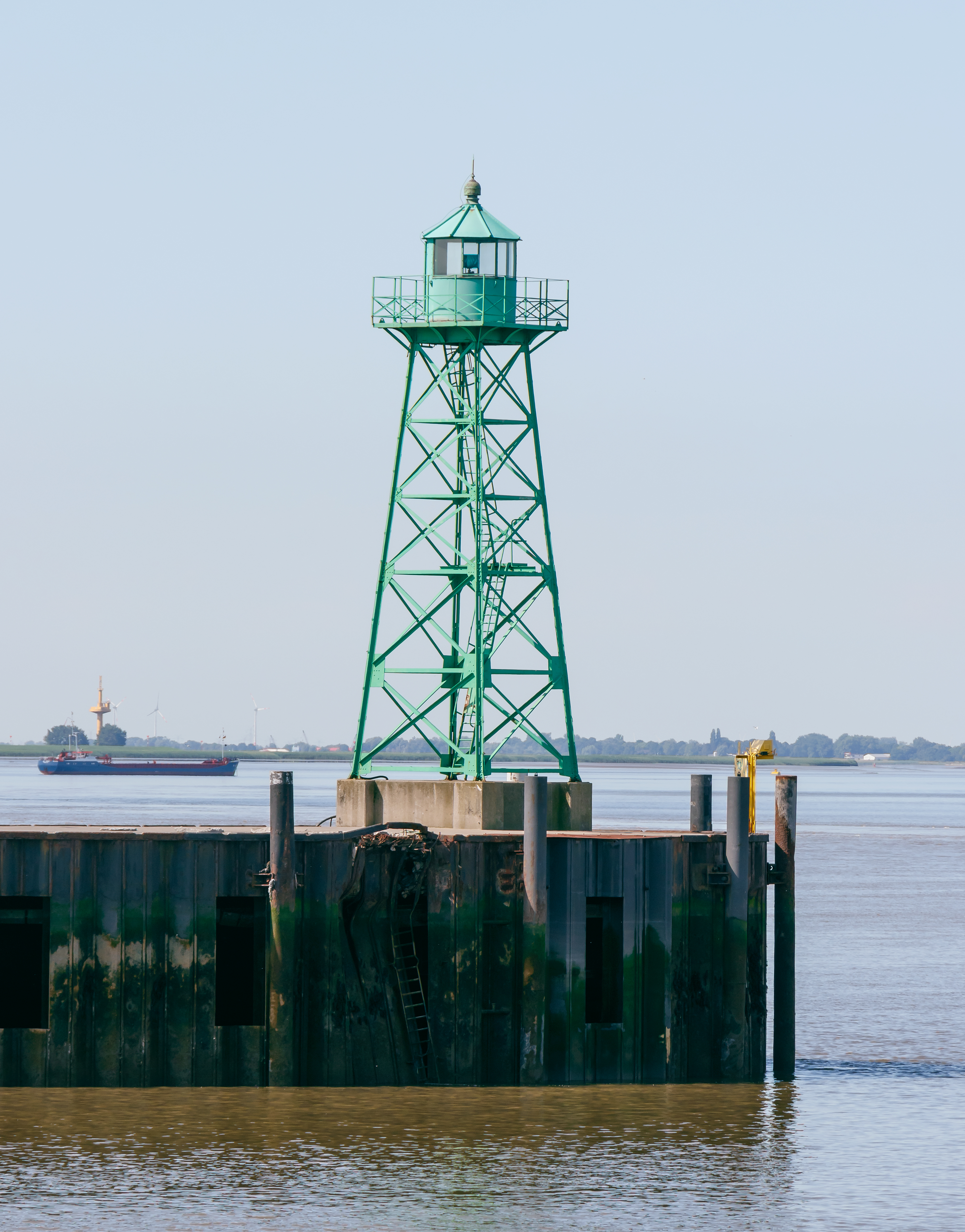
Leuchtfeuer Geestemole Süd